# Windsor (Berkshire)

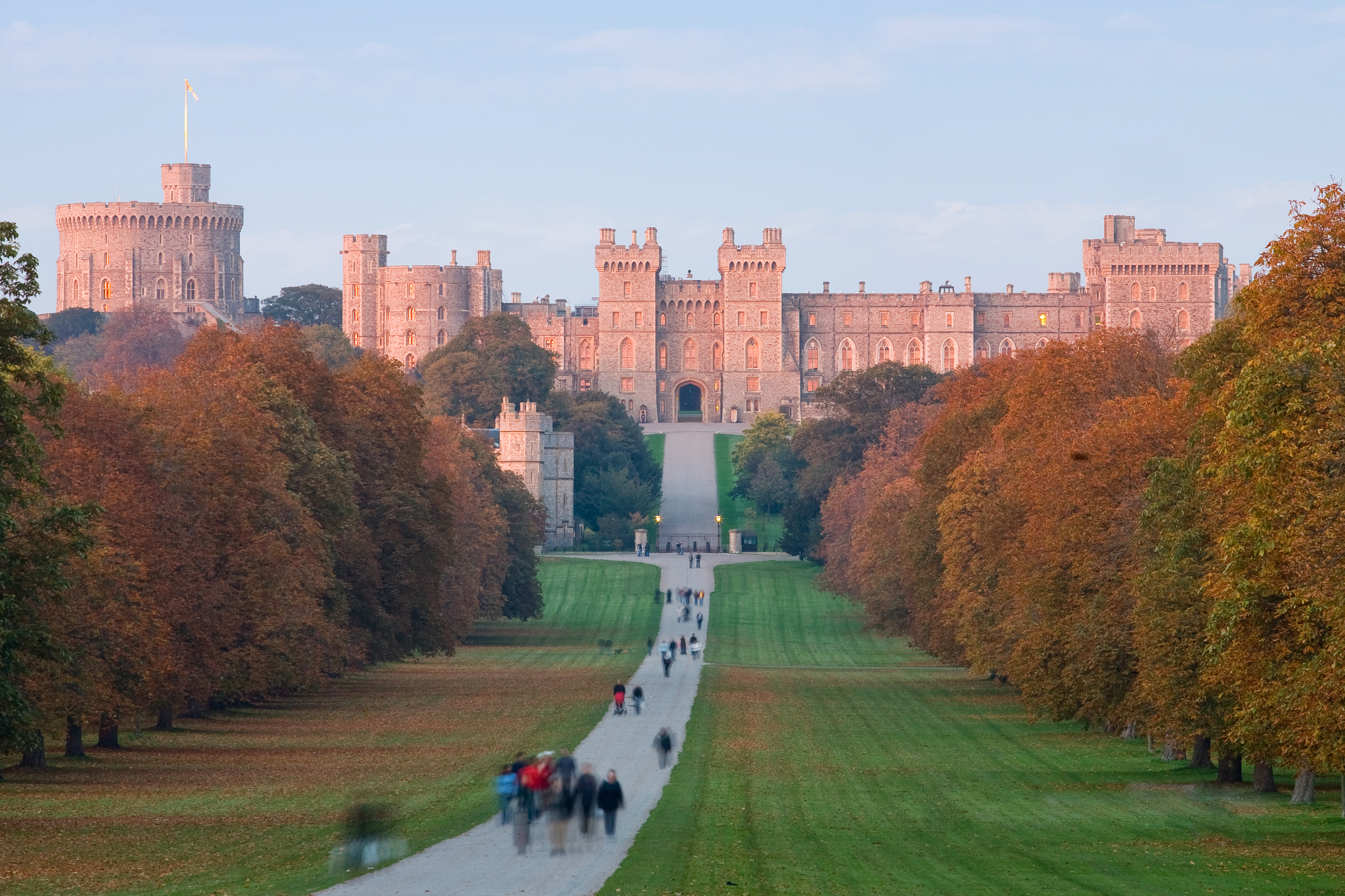
Windsori kastély

Windsor angliai város Berkshire grófságban. London központjától kb. 35 km-re nyugatra található, a Temze folyó partján. Lakossága 27 ezer fő volt 2001-ben.
A város a kastélyáról híres, mely a világ legnagyobb jelenleg is használt kastélya. Eredete a 11. századi normann hódításig nyúlik vissza. Az 5 hektáron elterülő hatalmas kastély többi része a 19. században épült. A várkastély és a körülötte elterülő, 1940 hektáros Great Park Windsor városát keletről és délről határolja. A Temze másik oldalán van Etonban a híres iskola, az Eton College, amelyet VI. Henrik alapított 1440-ben. 
Minden évben néhány hónapig egy óriáskerék is működik (Royal Windsor Wheel). A várostól délnyugatra található a Legoland élménypark, amely az egyedüli Angliában.